# Капел ла Гранд
Капел ла Гранд (фр. Cappelle-la-Grande) је насеље и општина у североисточној Француској у региону Нор Па де Кале, у департману Север која припада префектури Денкерк.
По подацима из 2011. године у општини је живело 8096 становника, а густина насељености је износила 1482,78 становника/km². Општина се простире на површини од 5,46 km². Налази се на средњој надморској висини од 2 метра (максималној 5 m, а минималној 1 m).

## Демографија
| 1962. | 1968. | 1975. | 1982. | 1990. | 1999. | 2011. |
| ----- | ----- | ----- | ----- | ----- | ----- | ----- |
| 4.781 | 5.723 | 7.962 | 9.186 | 8.908 | 8.613 | 8.096 |